# 359
359 је била проста година.

## Догађаји
- Краљ Персијског царства Шапур II Велики напада јужну Јерменију. Римљани спроводе политику спаљене земље и постављају јаке страже на прелазима преко реке Еуфрат.
- Опсада Амиде: Шапур II опседа римску тврђаву Амида (данашњи Дијарбакир). После седамдесет три дана град је освојен, а становништво масакрирају Персијанци. Амијан Марцелин је преживео и бежи у Сингару (Ирак).
- Први познати префект града Цариграда, Хонорат, ступа на дужност.
- Глад у Горњој Рајнској области: Флота од 800 речних бродова, изграђених за Рајну, прелази на британску источну обалу и носи довољно кукуруза да изазове глад.
- Зима – Шапур II зауставља свој поход због великих жртава током персијске инвазије.
- Направљен је саркофаг Јунија Баса у старој базилици Светог Петра у Ватикану.
- Јул – Цар Констанције II сазива Сабор у Риминију, како би решио спор око аријанства у Цркви. Присуствује око 400 епископа западног дела Римског царства, док источни епископи истовремено одржавају Сабор у Селеукији. С обзиром на коментар Светог Јеронима да је „цео свет стењао од запрепашћења откривши да је аријански“, чини се да није успео. Папа Либерије одбацује нови символ вере у Риминију.

### Непознат датум
- Опсада Амиде